# Czernorieczje (obwód samarski)
Czernorieczje (ros. Черноречье) – wieś (sieło) w Rosji, w obwodzie samarskim, w rejonie wołżskim. W 2010 liczyła 1954 mieszkańców.